# Кибер, Андреас
Андреас Кибер (4 октября 1844, Маурен, Лихтенштейн — 19 апреля 1939, там же) — фермер и солдат из Лихтенштейна, ветеран австро-прусской войны, на момент смерти был последним живым военнослужащим Лихтенштейна.

## Биография
Андреас родился 4 октября 1844 года в Маурене, он был одним из двух детей в семье Майкла Кибера и Кресент Сенти.
Работал фермером, но в 1866, после начала австро-прусской войны, ушел в вооруженные силы Лихтенштейна численностью 80 человек. Их контингент под командованием Питера Райнбергера был развернут на перевале Стельвио. Кибер продолжал службу вплоть до расформирования армии в 1868. После расформирования армии Лихтенштейн объявил о постоянном нейтралитете. Андреас был членом Ассоциации ветеранов Лихтенштейна, основанной в 1893 году и насчитывающей 141 ветерана по состоянию на 1896.
В последний годы жизни был запечатлён в военной форме и удостоин чести появится на многих открытках в Лихтенштейне в таком виде. Кибер умер 19 апреля 1939 года в возрасте 94 лет. После смерти был признан последним жившим ветераном Лихтенштейна, и в своей родной стране получил прозвище «Последний солдат».

## Личная жизнь
3 ноября 1873 женился на Розине Марксер (29 июля 1848 — 20 апреля 1920), у них было пятеро детей.